# كلير أرمسترونغ كالان
كلير أرمسترونغ كالان هو سياسي أمريكي، ولد في 29 مارس 1920 في أوديل في الولايات المتحدة، وتوفي في 28 مايو 2005 في فايربوري في الولايات المتحدة. نشط حزبياً في الحزب الديمقراطي. وقد انتخب عضو مجلس النواب الأمريكي ‏.